# Keisuke Harada
Keisuke Harada (原田 圭輔 Harada Keisuke?, nacido el 11 de junio de 1988 en Hokkaido) es un exfutbolista japonés. Jugaba de defensa y su último club fue el FC Machida Zelvia de Japón.

## Trayectoria

### Clubes
| Club              | País  | Año         |
| ----------------- | ----- | ----------- |
| Vegalta Sendai    | Japón | 2011 - 2012 |
| Tochigi SC        | Japón | 2013        |
| FC Machida Zelvia | Japón | 2014        |

## Estadística de carrera

### J. League
| Club              | Año   | J. League | J. League | Copa J. League | Copa J. League | Total | Total |
| Club              | Año   | Part.     | Goles     | Part.          | Goles          | Part. | Goles |
| ----------------- | ----- | --------- | --------- | -------------- | -------------- | ----- | ----- |
| Vegalta Sendai    | 2011  | 0         | 0         | 0              | 0              | 0     | 0     |
| Vegalta Sendai    | 2012  | 0         | 0         | 2              | 0              | 2     | 0     |
| Tochigi SC        | 2013  | 1         | 0         | -              | -              | 1     | 0     |
| FC Machida Zelvia | 2014  | 11        | 0         | -              | -              | 11    | 0     |
| Total             | Total | 12        | 0         | 2              | 0              | 14    | 0     |